# Pinguinbrunnen (Halle (Saale))

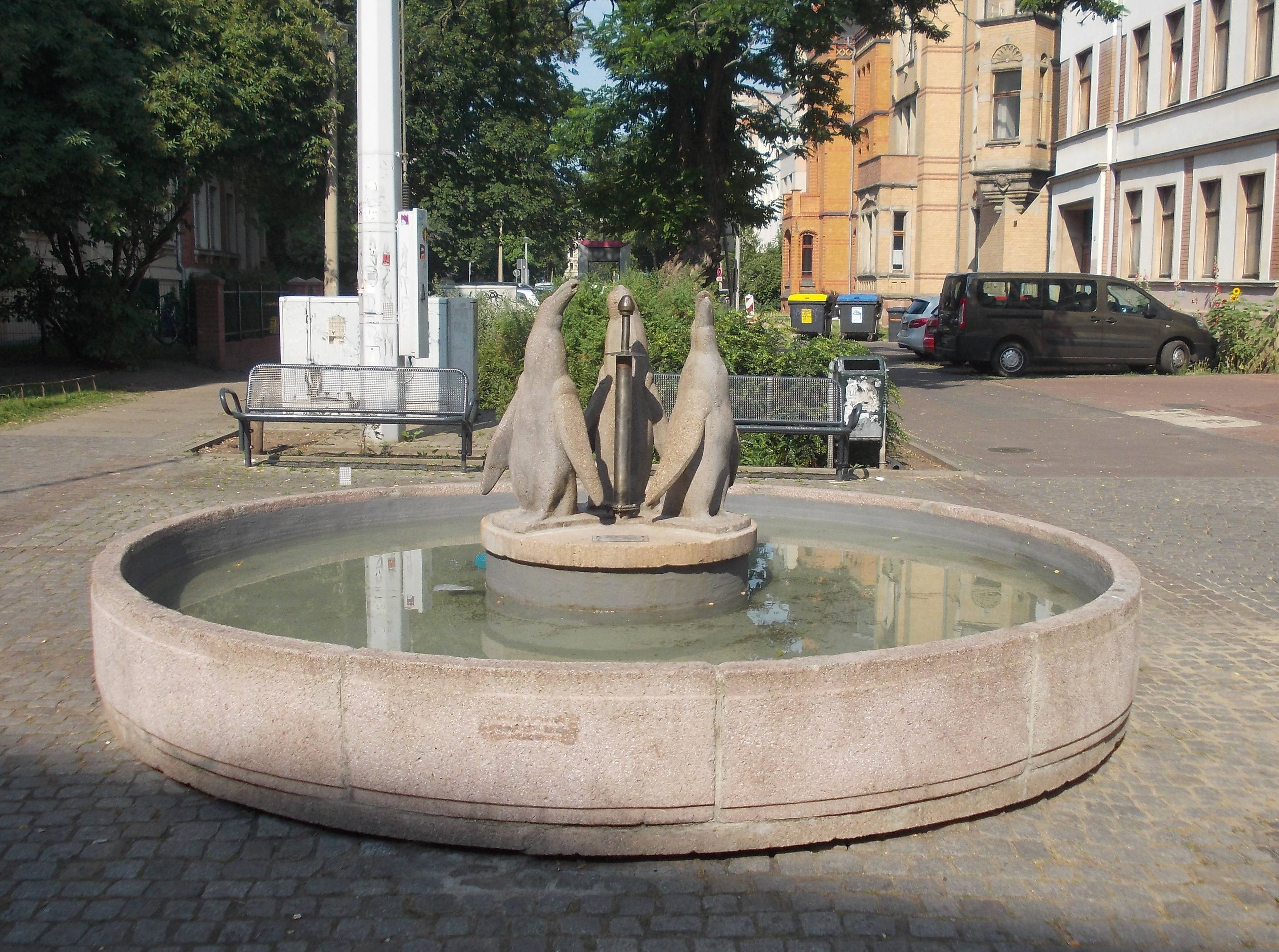
Pinguinbrunnen

Der Pinguinbrunnen in Halle (Saale) ist ein Zierbrunnen mit kreisrundem Brunnenbecken an der Einmündung der Schwetschkestraße auf den Steinweg (Südliche Innenstadt). Drei Pinguinskulpturen sind die Namensgeber. Der Brunnen hat die Höhe von 1,50 m und einen Durchmesser ca. 3,50 m.
Otto Leibe (1913–2002) schuf ihn im Jahre 1969. Er wurde anlässlich der Feiern zum 20. Jahrestag der Gründung der DDR offiziell eingeweiht. Die Initiative ging vom Rat der Stadt Halle (Saale) und dem Rat des Stadtbezirkes West aus. Im Folgejahr musste er erstmals repariert werden.